# Alfred Hardy (architecte)
Pour les articles homonymes, voir Alfred Hardy et Hardy.
Pour le dermatologue français, voir Alfred Hardy (dermatologue).

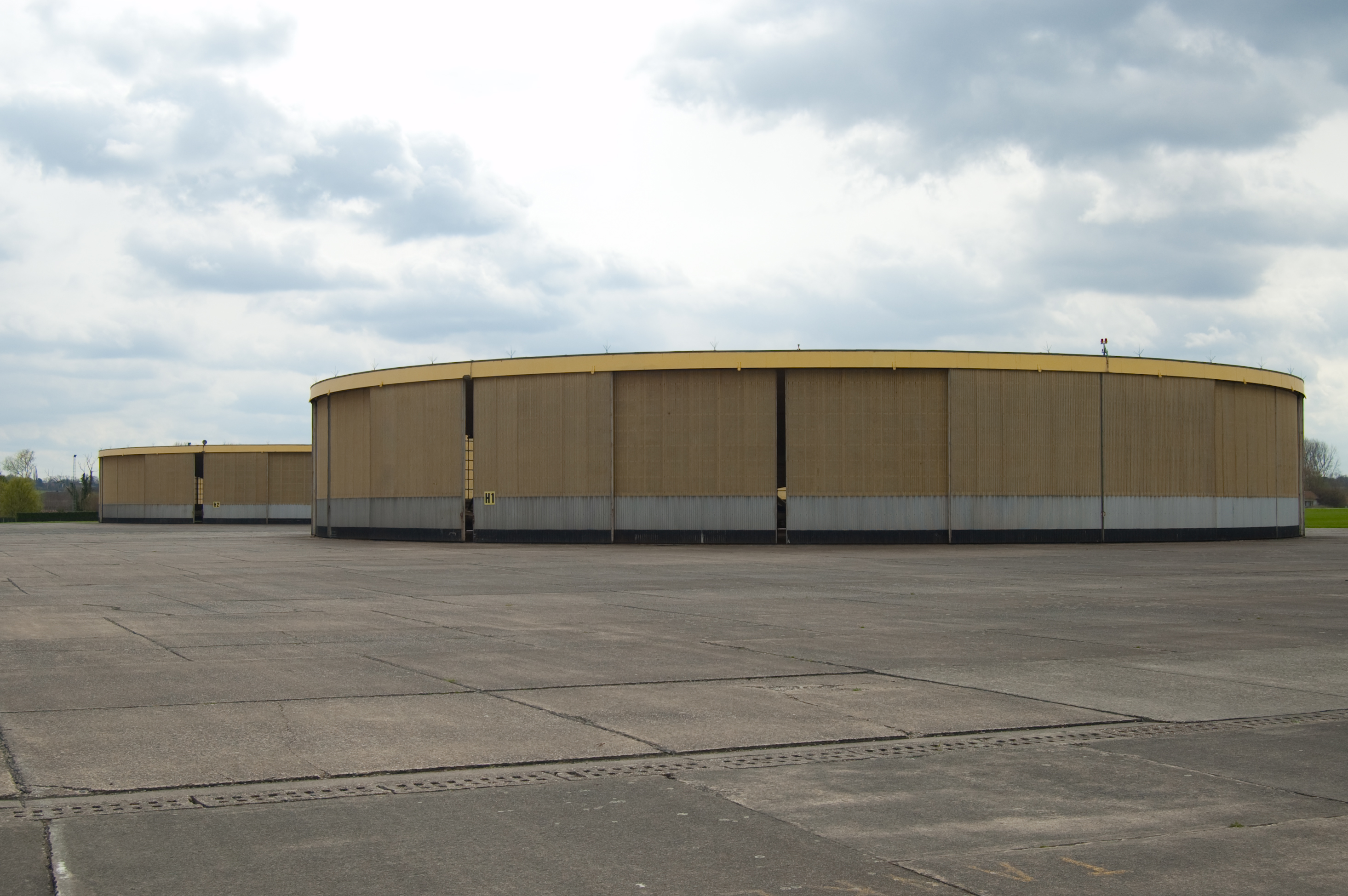
Hangars de l'aéroport de Grimbergen conçus par Hardy en 1947.

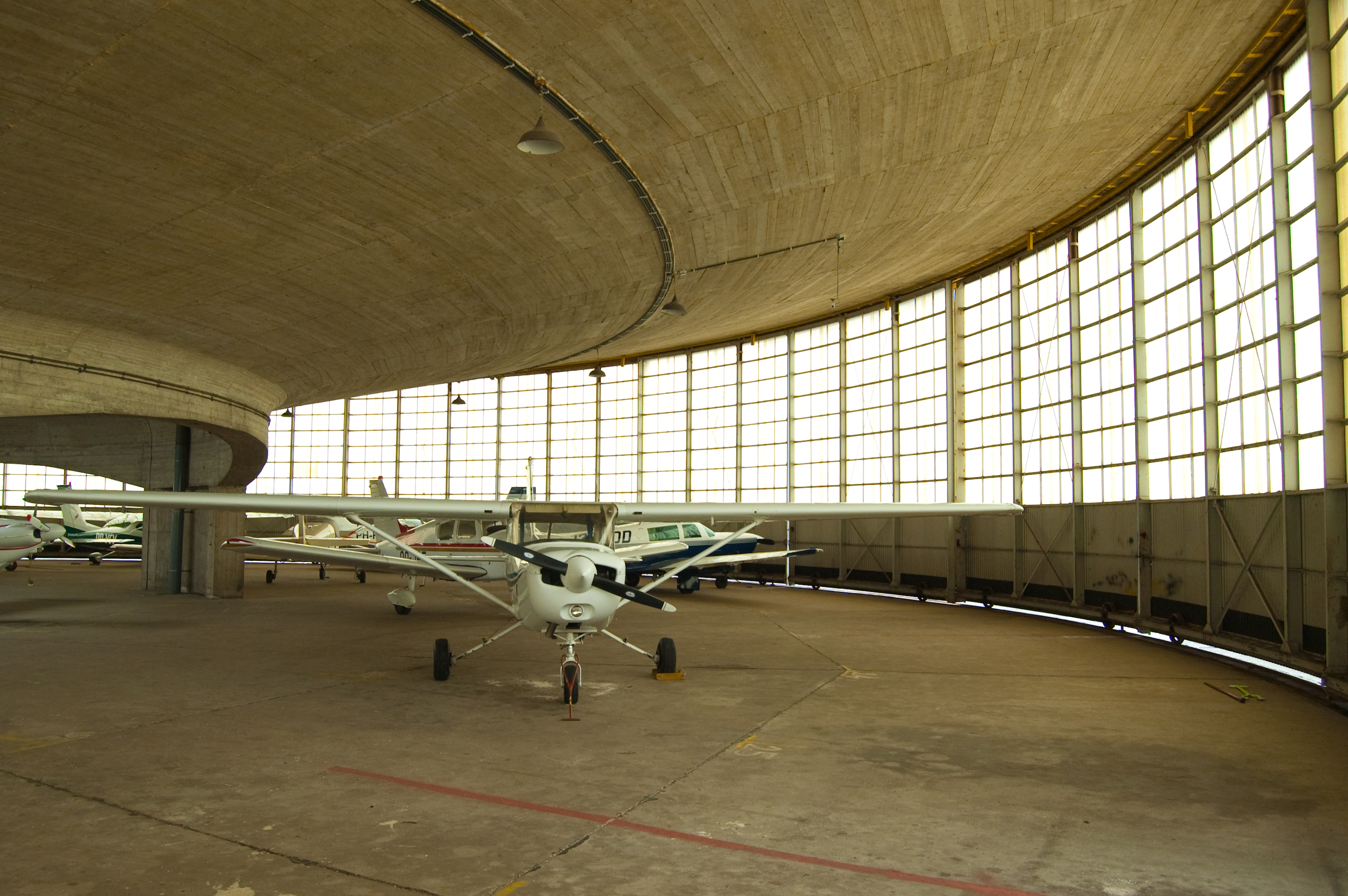
Intérieur d'un des hangars de l'aéroport de Grimbergen.

Alfred Hardy (Boussu, 8 septembre 1900 - Beersel, 29 janvier 1965) est un entrepreneur et architecte belge autodidacte. Il est devenu internationalement connu pour ses constructions de béton en voile mince dans les années 1950 et 1960.

## Biographie
Natif de Boussu, il a fait pendant la Seconde Guerre mondiale la connaissance de l'ingénieur de Gand Gustave Magnel et de l'entrepreneur brusselois Émile Blaton. Avec l'ingénieur polonais Simon Chaikes, il a conçu en 1947 deux hangars cylindriques pour les avions de l'aéroport de Grimbergen,,,. Cette réalisation a figuré en 1964 dans la Rétrospective de l'ingénierie du XXe siècle du Museum of Modern Art de New York. Ses constructions audacieuses ont contribué au développement des voiles minces en béton armé, utilisés plus tard par des architectes comme Eero Saarinen ou Félix Candela. Les hangars de Grimbergen sont protégés depuis 2007,.
Hardy a dessiné en 1954 sa propre maison à Buizingen, en Belgique,. Il a aussi conçu en 1953 un hangar agricole à Villepreux, dans les Yvelines, qui a été inscrit au titre des monuments historiques en 2010,.
De son épouse Emma Dassy, Hardy a eu deux filles[réf. souhaitée], Nelly et Adrienne. 
De sa seconde épouse, Theresia Ilegems, Alfred Hardy a eu deux garçons[réf. souhaitée], André et Alex Hardy. 
Il est mort dans un accident de la route[réf. souhaitée] en 1965.